# Борбухи
Борбухи (укр. Борбухи) — село в Ярмолинецком районе Хмельницкой области Украины.
Население по переписи 2001 года составляло 113 человек. Почтовый индекс — 32132. Телефонный код — 3853. Занимает площадь 0,442 км². Код КОАТУУ — 6825881403.

## Местный совет
32134, Хмельницкая обл., Ярмолинецкий р-н, с. Боднаровка